# 酒々井町立酒々井小学校
酒々井町立酒々井小学校（しすいちょうりつ しすいしょうがっこう）は、千葉県印旛郡酒々井町酒々井にある公立小学校。通称は「酒々井小」。

## 概要
1908年（明治41年）に設立された公立小学校である。2008年、創立100周年記念式典が行われた。2010年3月19日に新体育館の落成式が行われた。新体育館は、旧体育館の約1.5倍もの大きさになった。最近は、英語や、ピア・サポートの授業も行われている。

## 沿革
- 1873年（明治6年） - 墨田校が設置される。
- 1880年（明治13年） - 酒々井小学校を設置。
- 1885年（明治18年） - 墨小学校、岩橋小学校が設置される。
- 1889年（明治22年） - 酒々井町など15町村が合併し、印旛郡酒々井町となった。
- 1906年（明治39年） - 酒々井小学校が高等科を併設し酒々井高等小学校に改称。
- 1908年（明治41年） - 酒々井高等小学校より酒々井尋常高等小学校に改称。
- 1947年（昭和42年） - 酒々井町立酒々井小学校に改称
- 1954年（昭和29年） - 校歌を制定する。

- 1979年（昭和54年） - 酒々井町立酒々井中学校が酒々井から尾上に移転。

- 1982年（昭和57年） - 現在の酒々井町立大室台小学校が、酒々井町立酒々井小学校と分離する。

## 著名な出身者
- 坂倉将吾 - プロ野球選手[3]